# Odontopera kurilana
Odontopera kurilana är en fjärilsart som beskrevs av Felix Bryk 1942. Odontopera kurilana ingår i släktet Odontopera och familjen mätare. Inga underarter finns listade i Catalogue of Life.